# Så såg vi sommaren då
Så såg vi sommaren då är en serie TV-program som sänts i SVT sedan 11 juni 1998  och där visas gamla journalfilmer från Sverige under 1900-talet. Temat är ofta sommar.

### Fotnoter
1. ↑  ”Så såg vi sommaren då”. Svensk mediedatabas. 11 juni 1998. https://smdb.kb.se/catalog/id/001748128. Läst 30 mars 2011.